# بلاس كانتو
بلاس كانتو (بالإنجليزية: Blas Cantó)‏ هو مغني إسباني ولد في 26 أكتوبر 1991 م.

## وصلات خارجية
- بلاس كانتو على موقع IMDb (الإنجليزية)
- بلاس كانتو على موقع ميوزك برينز (الإنجليزية)
- بلاس كانتو على موقع أول ميوزيك (الإنجليزية)
- بلاس كانتو على موقع ديسكوغز (الإنجليزية)
- بلاس كانتو على موقع قاعدة بيانات الفيلم (الإنجليزية)